# Stanford Cardinal (pallanuoto)
La sezione di pallanuoto degli Stanford Cardinal è costituita dalla squadra maschile e da quella femminile di pallanuoto collegiale che rappresentano l'Università di Stanford, che ha sede a Stanford in California; i membri delle formazioni sono appellati Cardinals.
Il settore maschile era già attivo nel 1920, la squadra femminile fu invece istituita nel 1996; dette formazioni partecipano come membri della Mountain Pacific Sports Federation (MPSF), una lega sportiva che fa parte della Division I della National Collegiate Athletic Association (NCAA).
Le squadre degli Stanford Cardinal giocano le loro partite casalinghe presso la piscina dell'Avery Aquatic Center ed hanno conquistato un totale di 22 titoli nazionali: 12 con gli uomini e 10 con le donne.

## Storia

### Squadra maschile
La sezione maschile di pallanuoto degli Stanford Cardinal era attiva già a partire dal 1922, fa parte della conference del Mountain Pacific Sports Federation (MPSF) dal 1992 ed in precedenza era affiliata alla Pac-10.
Ha preso parte al campionato NCAA dalla sua seconda edizione nel 1970 conclusa in sesta posizione e vinse il suo primo titolo nel 1976 sotto la guida di Art Lambert; successivamente trionfò nei tornei del 1978, del 1980, del 1981, del 1985, del 1986, del 1993, del 1994, del 2001, del 2002 ed infine nel 2019, per un totale di undici campionati NCAA vinti.
La squadra vanta inoltre una vittoria nel campionato nazionale intercollegiale nel 1963, considerato come non ufficiale in quanto non ancora sotto l'egida dell'NCAA.

### Squadra femminile
La sezione femminile di pallanuoto degli Stanford Cardinal venne istituita nel 1996 e fin dalla sua costituzione fa parte della conference del Mountain Pacific Sports Federation (MPSF).
Prima della sua istituzione ufficiale le studentesse di Stanford avevano fondato un club privato, senza quindi poter contare sul sostegno economico della facoltà ma dovendo provvedere in proprio a reperire i fondi necessari per affrontare la stagione, per poter partecipare alle competizioni di pallanuoto contro le altre formazioni universitarie, compresi i campionati nazionali intercollegiali che conquistarono nel 1985 sotto la guida di Martin Fischer, precedentemente all'inserimento della specialità nel novero dei campionati organizzati dall'NCAA avvenuto nel 2001; successivamente trionfò nei tornei NCAA del 2002, del 2011, del 2012, del 2014, del 2015, del 2017, del 2019, del 2022 e del 2023, per un totale di dieci campionati nazionali vinti.

## Impianti sportivi
La squadra maschile e quella femminile giocano le loro partite casalinghe presso l'Avery Aquatic Center, una struttura polifunzionale situata all'interno del campus universitario realizzata nel 1972 con il nome di deGuerre Pool Complex; l'impianto fu successivamente ristrutturato nel 2001 con il conseguente cambio di denominazione. La struttura ha una capienza che può arrivare ad ospitare fino a 2 530 persone.

## Allenatori
Sono cinque i capoallenatori della sezione maschile dal 1960 ad oggi: Jim Gaughran dal 1960 al 1973, Art Lambert dal 1974 al 1976, Dante Dettamanti dal 1977 al 2001, John Vargas dal 2002 al 2021 e Brian Flacks dal 2022 ad oggi; il settore femminile ha avuto due capoallenatori: Ben Quittner dal 1996 al 1997 e John Tanner dal 1998 ad oggi.
A vantare il mandato tecnico più lungo è John Tanner, tuttora alla guida della squadra femminile e giunto al suo ventiseiesimo anno, mentre a livello maschile il record appartiene a Dante Dettamanti, rimasto alla guida della squadra per venticinque stagioni consecutive; gli stessi Tanner e Dettamanti sono anche gli allenatori più vincenti, rispettivamente con 9 e 8 titoli nazionali conquistati sui 22 ottenuti nella storia della franchigia.

## Giocatori celebri
Moltissimi sono gli atleti che si sono distinti nella disciplina, con importanti riconoscimenti anche a livello individuale come dimostrano i 16 Peter J. Cutino Award ed i 19 premi di miglior giocatore dell'anno vinti dai Cardinals; tra i giocatori più rappresentativi della storia della franchigia figurano i medagliati olimpici Art Austin, Tony Azevedo, Layne Beaubien, James Bergeson, Doug Burke, Jody Campbell, Austin Clapp, Elmer Collett, Margaret Dingeldein, Chris Dorst, Annika Dries, Ellen Estes, Aria Fischer, Makenzie Fischer, Jacqueline Frank, Alison Gregorka, Peter Hudnut, Craig Klass, Drew McDonald, Harold McCallister, Alan Mouchawar, Jamie Neushul, Kiley Neushul, Wally O'Connor, John Parker, Melissa Seidemann, Gary Sheerer, Jessica Steffens, Maggie Steffens, Cal Strong, Peter Varellas, Brenda Villa e Ted Wiget.

## Palmarès

### Squadra maschile
- Campionato intercollegiale/Campionato NCAA: 12

1963, 1976, 1978, 1980, 1981, 1985, 1986, 1993, 1994, 2001, 2002 e 2019

### Squadra femminile
- Campionato intercollegiale/Campionato NCAA: 10

1985, 2002, 2011, 2012, 2014, 2015, 2017, 2019, 2022 e 2023